# Samantha, oups !
Samantha, oups ! est une série télévisée humoristique française créée par David Strajmayster, et réalisée par Bruno Piney, Gérard Pautonnier et Xavier Pujade-Lauraine. Elle est diffusée entre le 11 septembre 2004 et le 30 juin 2007 de manière hebdomadaire sur France 2 dans l'émission KD2A. La série a également été diffusée quotidiennement sur France 2 en début de soirée à 19 h 50, créneau occupé jusque-là par Un gars, une fille. Elle a été diffusée au Québec sur VRAK.TV et en Belgique sur Club RTL, et rediffusée en France sur France 4, Game One, Canal J.
Samantha, oups ! est une série de courts sketchs mettant en scène le quotidien de Samantha Lo (David Strajmayster) et son amie inséparable Chantal Matieu (Guillaume Carcaud), principalement à Paris. Dans la saison 4, Chantal déménage avec Samantha, qui a hérité d'un gîte par une aïeule ; les épisodes sont tournés au manoir Le Logis d'Arnière, à Saint-Cyr-sous-Dourdan.

## Synopsis
Samantha Lo est une femme blonde peu intelligente, toujours accompagnée de son amie Chantal Matieu, une femme brune plus souvent réfléchie. Chaque épisode est une suite de sketchs indépendants, même s'il existe une certaine continuité dans les péripéties. Une constante est l'amour de Samantha pour son idole, l'animateur Jean-Luc Delarue.
Dans la saison 4, Chantal déménage avec Samantha dans un gîte, dont cette dernière a hérité de sa « grande-tata », situé dans la localité fictive de Poussinville, en Île-de-France. Plusieurs personnages réguliers évoluent autour d'elles, notamment Simon Quewa, l'écrivain raté ; Annabelle de La Ratelière, la commerciale maladroite ; Baul, le facteur blasé ; Gontrand et Adémar, les chasseurs aux manières rustres ; ou Daniel, le professeur d'équitation à l'accent du terroir.
Plusieurs épisodes spéciaux font intervenir des personnalités dans leurs propres rôles (Jean-Marc Morandini, Stéphane Bern, etc.) ou mettent en scène Samantha et Chantal en vacances à Marrakech. 

## Popularité
Xavier Pujade-Lauraine, le producteur-réalisateur, a proposé à France 2 ce projet de série à sketches, abordant de nombreux thèmes de la vie quotidienne. La série est sortie et a remporté un réel succès, le CNC y apportant sa contribution financière. 
En octobre 2006, Samantha et Chantal ont présenté sur W9 : Soirée Simpson Spécial Halloween.
La série s'est arrêtée pour faire place à Samantha oups ! le film, mais David Strajmayster a annoncé l'annulation de ce projet sur le plateau de Morandini !

## Distribution

### Personnages principaux
- David Strajmayster alias Doudi : Samantha Lo
- Guillaume Carcaud alias Pepess : Chantal Matieu, Brian, Jean-Michel et autres rôles

### Le gîte
- Vincent Jaspard : le maire
- Julien Cafaro : Baul
- Marie-Laure Descoureaux : Annabelle de La Ratelière
- Philippe Spiteri : Simon Quewa
- Philippe Vieux : Gontrand
- Éric Bougnon : Adémar
- Pierre-Yves le Louarn : Daniel
- Solange Milhaud : Consuela[2]
- Lee Delong : Aniesca Bamboul (Les cuisinières (1 et 2)), Mrs Smith (Les clients anglais) et autres rôles

### Autres personnages
- Edwin Apps : le champion olympique de cyclisme de 1932
- Nathalie Aubaret
- Alban Aumard : le VRP (id.), M. Girard (Sécurité au gîte)
- Paul Bandey : Bill Smith (Management à l'américaine)
- Olivier Benard : le médecin (Stéphane Bern au gîte)
- Jules Benenati : un enfant (Halloween)
- Lola Benenati : une enfant (Halloween)
- Pierre Lary : Casimir Périer (L'archéologue)
- Pierre Bénézit : Bernard
- Sandrine Benouville
- Stéphane Bern : lui-même
- Nicolas Bienvenu : le guide du château
- Grégoire Blondel : un chauffeur de la limousine de Jean-Marc Morandini (Jean-Marc Morandini au gîte)
- Christian Bouillette : Robert, le père d'Adémar (Chantal rencontre ses beaux-parents (1 et 2))
- Sébastien Bouvial : un policier (Un mafieux au gîte (2))
- Rabah Brahimi
- Cécile Brams : Jenifer
- Alexandre Brik : Johnny Lover (Une Star au gîte)
- Matthieu Burnel
- Pascal Camors
- Sébastien Castro : Serge (La dépression)
- Elisabeth Catroux : Marie-Charlotte de La Bussonière
- David Cerf : un ingénieur du son
- Caroline Charlety
- Arthur Chazal : Alexis
- Francis Coffinet : le notaire du village
- Daniel-Jean Colloredo : M. Touchard
- Aurélia Crebessegues : Sandra (L'Ado Rebelle)
- Erwan Creignou : Jeannot
- Denis D'Arcangelo
- Claude Dabasse
- Aymeric Dapsence : Boby
- France Darry : la mère d'Adémar
- Jean-Luc Delarue : lui-même
- Diane de Brièvre : Madame Cholin
- Sébastien Cotterot : un caméraman
- Bô Gaultier de Kermoal : Maître Raoul Miyagi
- Pierre Diot : un mafieux (Découverte de la forêt)
- Alan Fairbairn : le client anglais
- Bruno Flender : un policier antiémeute
- Milo Forestier : un enfant (Halloween)
- Maria Ducceschi : la mère supérieure
- Caroline Charléty : une nonne
- Sandrine Le Berre : une nonne
- Jean Fornerod : un client (Bon départ)
- Fabienne Galula : Marie-Claude Lebouc, Nicole Touchard, une journaliste
- Christian Giovanardi
- Christophe Grundmann
- Alain Guillo : le psy
- Thierry Heckendorn : un joueur de poker
- Lisa Josselin : la fille d'Élodie
- Laurent Klug : un policier (L'ennemi public n°1)
- Sylvie Lachat : Yvette
- Philippe Laroza
- Sylvie Le Brigant : Bérengère de La Buissonnière et Astride de La Dentinière
- Maud Le Guenedal : Élodie
- Caroline Le Moing : la femme de la collecte des vêtements
- Cédric Lepers : Stanley
- Xavier Letourneur : l'inspecteur du Gîte et le mari de Marie-Charlotte
- Côme Levin : Charles-Édouard, un scout
- Nicolas Marais
- Laurent Marion : un joueur de poker
- Natasha Mash : Sonia
- Franck Mercadal : M. de La Buissonnière
- Emmanuelle Michelet : une cliente (Sam refait la déco (1))
- Olivier Minne : lui-même
- Jean-Marc Morandini : lui-même (Jean-Marc Morandini au gîte)
- Valérie Moreau : Violette Bouchard
- Jacky Nercessian : Philippe-Jean de Vosgencives
- Paul Nevo
- Olivier Niollet
- Jérôme Paquatte : Jean-Sylvain
- Philippe Pascot
- Gérard Pautonnier : un chasseur (Découverte de la forêt)
- Tom Pujade-Lauraine : un enfant (Halloween)
- Romain Puyuelo
- Jean-Luc Renoval : un gendarme (Une virée en bus (2))
- Hélène Rodier : Madame Michaud
- Rémy Roubakha : Bernard, un marchand, un secouriste, un garagiste et un SDF
- Valéry Schatz : Giovanni (Coup de foudre avec Giovanni (1 et 2))
- Elie Semoun : un client dans le téléphone (Coup de foudre avec Giovanni (1))
- Stéphane Soo Mongo : le copain d'Annabelle et un chauffeur de taxi
- Laurent Spielvogel : le curé
- Éric Théobald : le mafieux (Un mafieux au gîte), le réalisateur et le dragueur (Le dragueur)
- Pete Thias : Vincent
- Elric Thomas : maître Founiar, huissier de justice (Un huissier au Gîte (1 et 2)), le commissaire (Cambriolage au gîte (1 et 2)) et l'éditeur de Simon (Simon et son éditeur)
- Chantal Trichet : Jeanine
- Michaël Vander-Meiren : Louis Georges, dit « Le Boucher de ces dames » (L'ennemi public n°1)
- Alain Zef : le chef des policiers antiémeute
- Benjamin Zeitoun : un chauffeur de taxi (L'arrivée de Simon)

## Épisodes

### Saison 1 (2004-2005)
1. Samantha au marché
2. Samantha sur le banc
3. Samantha au supermarché
4. Samantha à la gym (1)
5. Samantha à la gym : le retour
6. Samantha à la gym (3)
7. Samantha à la maison
8. Samantha au jardin
9. Samantha fête Halloween
10. Samantha se prête aux jeux (1)
11. Samantha au standard
12. Samantha au bureau
13. Samantha dans l'ascenseur
14. Samantha fait du baby-sitting
15. Samantha prépare Noël
16. Samantha dîne aux chandelles
17. Samantha au café
18. Les petites rencontres de Samantha
19. Samantha est malade
20. Samantha est encore malade
21. Samantha dans la rue
22. Samantha totalement à la rue
23. Samantha judoka
24. Samantha à l'institut de beauté
25. Samantha au ski (1)
26. Samantha au ski (2)
27. Samantha au ski (3)
28. Samantha fait sa cuisine
29. Samantha fait toujours sa cuisine
30. Samantha dans tous ses états (1)

### Saison 2 (2005-2006)
1. Samantha fait son shopping
2. Samantha continue son shopping
3. Samantha à la fête foraine
4. Samantha de retour à la fête foraine
5. Samantha au salon de coiffure
6. Samantha se recoiffe au salon de coiffure
7. Samantha se fait un plateau télé
8. Samantha fait du camping
9. Samantha et les joies du camping
10. Samantha dans sa salle de bain
11. Samantha à la ferme (1)
12. Samantha à la ferme (2)
13. Samantha derrière le bar (1)
14. Samantha derrière le bar (2)
15. Samantha à l'auto-école
16. Samantha passe son permis
17. Samantha jardine
18. Samantha passe des castings
19. Samantha fait du théâtre
20. Samantha fait de l'athlétisme (1)
21. Samantha fait de l'athlétisme (2)
22. Samantha fait du porte à porte
23. Samantha fait son grand ménage
24. Samantha prépare l'anniversaire de Chantal (1)
25. Samantha prépare l'anniversaire de Chantal (2)
26. Samantha au grand magasin (1)
27. Samantha au grand magasin (2)
28. Samantha infirmière (1)
29. Samantha infirmière (2)
30. Samantha passagère
31. Samantha hôtesse de l'air
32. Samantha chez le dentiste (1)
33. Samantha chez le dentiste (2)
34. Samantha en discothèque (1)
35. Samantha en discothèque (2)
36. Samantha et Jean-Luc Delarue : la rencontre (1)
37. Samantha et Jean-Luc Delarue : la rencontre (2)
38. Samantha en vacances à Marrakech (1)
39. Samantha en vacances à Marrakech (2)
40. Samantha en vacances à Marrakech (3)
41. Samantha en vacances à Marrakech (4)
42. Samantha en vacances à Marrakech (5)
43. Samantha en vacances à Marrakech (6)
44. Samantha en vacances à Marrakech (7)
45. Samantha en vacances à Marrakech (8)
46. Samantha en vacances à Marrakech (9)
47. Samantha en vacances à Marrakech (10)
48. Samantha en vacances à Marrakech (11)
49. Samantha en vacances à Marrakech (12)
50. Samantha et le Téléthon

### Saison 3 (2006)
1. Samantha se prête aux jeux (2)
2. Samantha se prête aux jeux (3)
3. Samantha au commissariat (1)
4. Samantha au commissariat (2)
5. Samantha animatrice en grande surface (1)
6. Samantha animatrice en grande surface (2)
7. Samantha fait un régime (1)
8. Samantha fait un régime (2)
9. Samantha contractuelle
10. Samantha chauffeur de taxi (1)
11. Samantha chauffeur de taxi (2)
12. Samantha prépare le concours de miss (1)
13. Samantha prépare le concours de miss (2)
14. Samantha organise un barbecue (1)
15. Samantha organise un barbecue (2)
16. Samantha prend le train (1)
17. Samantha prend le train (2)
18. Samantha fait l'armée (1)
19. Samantha fait l'armée (2)
20. Samantha à la pêche (1)
21. Samantha à la pêche (2)
22. Samantha au tribunal (1)
23. Samantha au tribunal (2)
24. Samantha dans tous ses états (2)
25. Samantha dans tous ses états (3)

### Saison 4: Le gîte (2006-2007)
1. Bienvenue à le gîte
2. L'installation
3. Bonne nuit les filles
4. Premier réveil
5. Le facteur
6. L'arrivée d'Annabelle
7. Les petits conseils d'Annabelle
8. Le dîner du maire
9. Casting de cuisinière
10. L'équitation
11. L'arrivée de Simon
12. Au service de Simon
13. Les clients anglais (1)
14. Les clients anglais (2)
15. La journée de Simon
16. Les chasseurs
17. Partie de chasse
18. Jour de pluie
19. La brocante (1)
20. La brocante (2)
21. La brocante (3)
22. Préparation de mariage
23. A la recherche des clés
24. Reportage au gîte
25. Le football
26. Le lavoir
27. Les petits "plus" du gîte
28. Les cuisinières (1)
29. Les cuisinières (2)
30. Consignes de sécurité (1)
31. Consignes de sécurité (2)
32. Une star au gîte
33. Le spectacle
34. Bonne fête le gîte (1)
35. Bonne fête le gîte (2)
36. Journée sportive
37. Un mafieux au gîte (1)
38. Un mafieux au gîte (2)
39. Un mafieux au gîte (3)
40. Jean-Marc Morandini au gîte
41. La nouvelle femme de ménage
42. Noël enchanté (1)
43. Noël enchanté (2)
44. Champagne !
45. Réveillon et cotillons
46. Week-end de chasse (1)
47. Week-end de chasse (2)
48. Week-end de chasse (3)
49. Coup de foudre avec Giovanni (1)
50. Coup de foudre avec Giovanni (2)
51. Coup de foudre avec Giovanni (3)
52. Baby-sitting au gîte (1)
53. Baby-sitting au gîte (2)
54. Jeu de piste (1)
55. Jeu de piste (2)
56. Bon départ
57. Sam au centre équestre
58. Les petits déjeuners
59. Soyons zen
60. Bonjour-bonsoir
61. Découverte de la forêt
62. L'anniversaire de Simon l'écrivain
63. Grève générale
64. Service compris
65. L'inspecteur du Gîte
66. Les zaristos
67. Heureux zévénement
68. Halloween
69. Baul est en grève
70. Amour champêtre
71. Dans le salon
72. Journée télé (1)
73. Journée télé (2)
74. Dîner chasseurs
75. Les inédits du samedi (1)
76. Le départ d'Annabelle
77. Intérim (1)
78. Intérim (2)
79. Un dimanche au gîte
80. Rock'n'roll attitude
81. Samantha à la réception (1)
82. Samantha à la réception (2)
83. Les inédits du samedi (2)
84. La crève au gîte
85. Visite médicale
86. Les inédits du samedi (3)
87. Kermesse (1)
88. Kermesse (2)
89. Les inédits du samedi (4)
90. Demain c'est Noël
91. Bonne année
92. Sam refait la déco (1)
93. Sam refait la déco (2)
94. Les inédits du samedi (5)
95. Départ en vacances (1)
96. Départ en vacances (2)
97. Cambriolage au gîte (1)
98. Cambriolage au gîte (2)
99. Simon et son éditeur
100. Les inédits du samedi (6)
101. Retour de vacances (1)
102. Retour de vacances (2)
103. Sam prépare le bac (1)
104. Sam prépare le bac (2)
105. Insomnie au gîte
106. Spiritisme (1)
107. Spiritisme (2)
108. Trip écolo (1)
109. Trip écolo (2)
110. Les inédits du samedi (7)
111. Le bal des pompiers
112. L'instinct maternel
113. Un VRP au gîte
114. Les inédits du samedi (8)
115. Anniversaire de rencontre (1)
116. Anniversaire de rencontre (2)
117. Visite du curé
118. L'ennemi public n°1
119. Les inédits du samedi  (9)
120. Tournage au gîte (1)
121. Tournage au gîte (2)
122. Soirée tripot (1)
123. Soirée tripot (2)
124. Défilé au gîte (1)
125. Défilé au gîte (2)
126. Les nonnes
127. La panne
128. Les inédits du samedi (10)
129. Le retour d'Annabelle (1)
130. Le retour d'Annabelle (2)
131. Samantha loue le gîte (1)
132. Samantha loue le gîte (2)
133. Les inédits du samedi (11)
134. Ado-sitting (1)
135. Ado-sitting (2)
136. Ado-sitting (3)
137. Peur sur le gîte
138. Les inédits du samedi (12)
139. Un huissier au gîte (1)
140. Un huissier au gîte (2)
141. Le grand tirage
142. Ticket gagnant
143. Super cagnotte
144. L'amoureux d'Annabelle (1)
145. L'amoureux d'Annabelle (2)
146. L'amoureux d'Annabelle (3)
147. Jeux au gîte (1)
148. Les inédits du samedi (13)
149. Jeux au gîte (2)
150. Le dragueur (1)
151. Le dragueur (2)
152. Chasse au trésor (1)
153. Chasse au trésor (2)
154. Les inédits du samedi (14)
155. Le marché (1)
156. Le marché (2)
157. Samantha prépare l'été
158. Coup de blues au gîte (1)
159. Coup de blues au gîte (2)
160. L'archéologue
161. Le psy
162. Réparation au gîte
163. L'art au gîte (1)
164. L'art au gîte (2)
165. Les inédits du samedi (15)
166. Souvenirs souvenirs (1)
167. Souvenirs souvenirs (2)
168. Management à l'américaine
169. A bicyclette (1)
170. A bicyclette (2)
171. Les inédits du samedi (16)
172. Samantha a bon cœur (1)
173. Samantha a bon cœur (2)
174. Sécurité au gîte
175. Coup de main au garage (1)
176. Coup de main au garage (2)
177. Les inédits du samedi (17)
178. Le retour de Jean-Michel
179. Jean-Michel défie Adémar
180. Sacré Jean-Michel
181. Chantal a disparu (1)
182. Chantal a disparu (2)
183. Chantal a disparu (3)
184. Olivier Minne débarque au gîte
185. Week-end scouts (1)
186. Week-end scouts (2)
187. Week-end scouts (3)
188. Réquisition au gîte
189. Stéphane Bern au gîte
190. Samantha prépare le 14 juillet
191. Une virée en bus (1)
192. Visite au château
193. Pique-nique entre amis (1)
194. Une virée en bus (2)
195. Pique-nique entre amis (2)
196. Une virée en bus (3)
197. Olympiades au gîte (1)
198. Olympiades au gîte (2)
199. Chantal rencontre ses beaux-parents (1)
200. Chantal rencontre ses beaux-parents (2)
201. Sam fait son book
202. Chantal fait son book
203. L'ado rebelle (1)
204. L'ado rebelle (2)
205. L'ado rebelle (3)
206. Cousin la mouise (1)
207. Cousin la mouise (2)
208. Les inédits du samedi (18)
209. Les inédits du samedi (19)
210. Les inédits du samedi (20)
211. Les inédits du samedi (21)

### DVD
- Samantha oups ! - Volume 1 (24 août 2005)

- Samantha oups ! - Volume 2 (15 février 2006)

- Samantha oups ! - Volume 3 (14 juin 2006)

- Samantha oups ! - Volume 4 (8 novembre 2006)

- Samantha oups ! au Gîte - Volume 1 (28 mars 2007)

- Samantha oups ! au Gîte - Volume 2 (5 septembre 2007)

- Samantha oups ! Gold (21 novembre 2007)

- Samantha oups ! au Gîte - Volume 5 (6 février 2008)

- Coffret Samantha oups ! - Coffret moumoute rose - Volumes 1 à 4 + DVD Bonus Marrakech (8 novembre 2006) (1er coffret de la série)

- Coffret Samantha oups ! Au Gîte - Coffret gazon - Volumes 1 à 4 (7 novembre 2007)

- Coffret Samantha oups ! Au Gîte - Coffret Vache - Volumes 5 à 8 (8 octobre 2008) (Dernier coffret de la série)

## Produits dérivés
Samantha Oups ! a fait l'objet d'une adaptation en jeu vidéo sur Nintendo DS en 2008, noté 7/20 par Jeuxvideo.com.